# アルニカ (小惑星)
アルニカ(1100 Arnica)は、小惑星帯の小惑星である。1928年9月22日にカール・ラインムートがハイデルベルクで発見した。当初は1928 SDという仮符号が付けられた。
キク科のウサギギク属(Arnica)にちなんで命名された。